# درو أنتوني

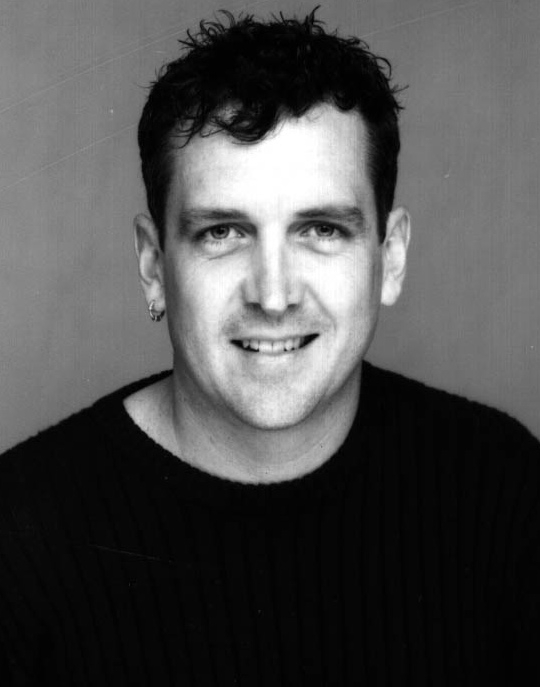
درو أنتوني

درو أنتوني (بالإنجليزية: Drew Anthony) هو مصمم رقص أسترالي، ولد في 14 يناير 1969 في ماكاي في أستراليا.